# Sendai (Schiff, 1924)
Die Sendai war ein Leichter Kreuzer der kaiserlich japanischen Marine, der im Zweiten Weltkrieg auf dem pazifischen Kriegsschauplatz zum Einsatz kam und 1943 versenkt wurde. Das Schiff gehörte der aus insgesamt drei Einheiten bestehenden Sendai-Klasse an und war zugleich das Typschiff dieser Klasse. Der Kreuzer war nach dem Fluss Sendai benannt, der durch die japanische Präfektur Kagoshima fließt. Die Sendai wurde als erstes Schiff ihrer Klasse am 16. Februar 1922 auf der Werft von Mitsubishi Heavy Industries in Nagasaki auf Kiel gelegt und lief am 23. Oktober 1923 von Stapel. Die Indienstnahme erfolgte am 29. April 1924. Erster Kommandant des Schiffes war Kaigun-Taisa Ijichi Kiyohiro.

## Technik und Modifizierungen
Die Sendai erfuhr, wie auch die anderen Einheiten dieser Klasse, im Laufe ihrer Dienstzeit mehrere Modifikationen. So erhielt das Schiff ab 1934/35 auf dem Achterschiff, zwischen den Geschützen 6 und 7, einen Flugzeugkatapult und führte ein Wasserflugzeug des Typs Kawanishi E7K mit sich. Obwohl dieser Flugzeugtyp später als veraltet angesehen wurde, blieb diese Maschine bis zum Verlust des Schiffes an Bord. Zudem wurde der achtere Hauptmast zu einem Dreibeinmasten umgebaut, um einen Kran zur Aufnahme des Wasserflugzeuges tragen zu können.
Die Sendai besaß zudem zwölf Kampon-Dampfkessel und vier Parsons-Turbinen, wobei aber elf Kessel mit Öl und einer mit Kohlen befeuert wurde. Dieser Kessel fungierte zumeist als Hilfskessel, weswegen teils auch angegeben wird, dass das Schiff nur elf oder gar nur zehn Kessel besessen hat. Die angegebene maximale Höchstfahrt von 35,3 kn wurde nur bei der Zuschaltung dieses Hilfskessels erreicht. Da dies aber oft nicht geschah, dürfte die standardmäßige Höchstgeschwindigkeit im Einsatz wohl nur bei etwa 33 bis 34 kn gelegen haben. Der Treibstoffvorrat betrug normalerweise 900 Tonnen Öl und 100 Tonnen Kohlen. 1935 wurde der mit Kohlen befeuerte Hilfskessel ausgebaut, weswegen das Schiff von da an eine reine Ölbefeuerung und nur noch elf Kessel besaß. Dafür wurde die maximale Ölbunkermenge auf 1.010 Tonnen aufgestockt, um die Reichweite des Schiffes zu erhöhen. Nach dem sogenannten Tomozuru-Zwischenfall 1934 wurde auch die Stabilität der Sendai überprüft, wobei diesbezüglich Mängel festgestellt wurden. Infolgedessen erhielt das Schiff 200 Tonnen Ballast, der in den Rumpfzwischenböden eingefügt wurde. Dies senkte wiederum, zusammen mit der vergrößerten Ölbunkermenge, die Höchstgeschwindigkeit ab, weswegen davon auszugehen ist, dass die Höchstgeschwindigkeit von 33 bis 34 kn in späteren Jahren nicht mehr erreicht wurde. Manche Publikationen geben die Höchstgeschwindigkeit des Kreuzers deswegen auch nur mit 32 bis 33 kn an. Durch diese Umbauten stieg außerdem die Wasserverdrängung der Sendai an. So dürfte die spätere Maximalverdrängung geschätzt knapp bei 8.000 tn.l. gelegen haben.

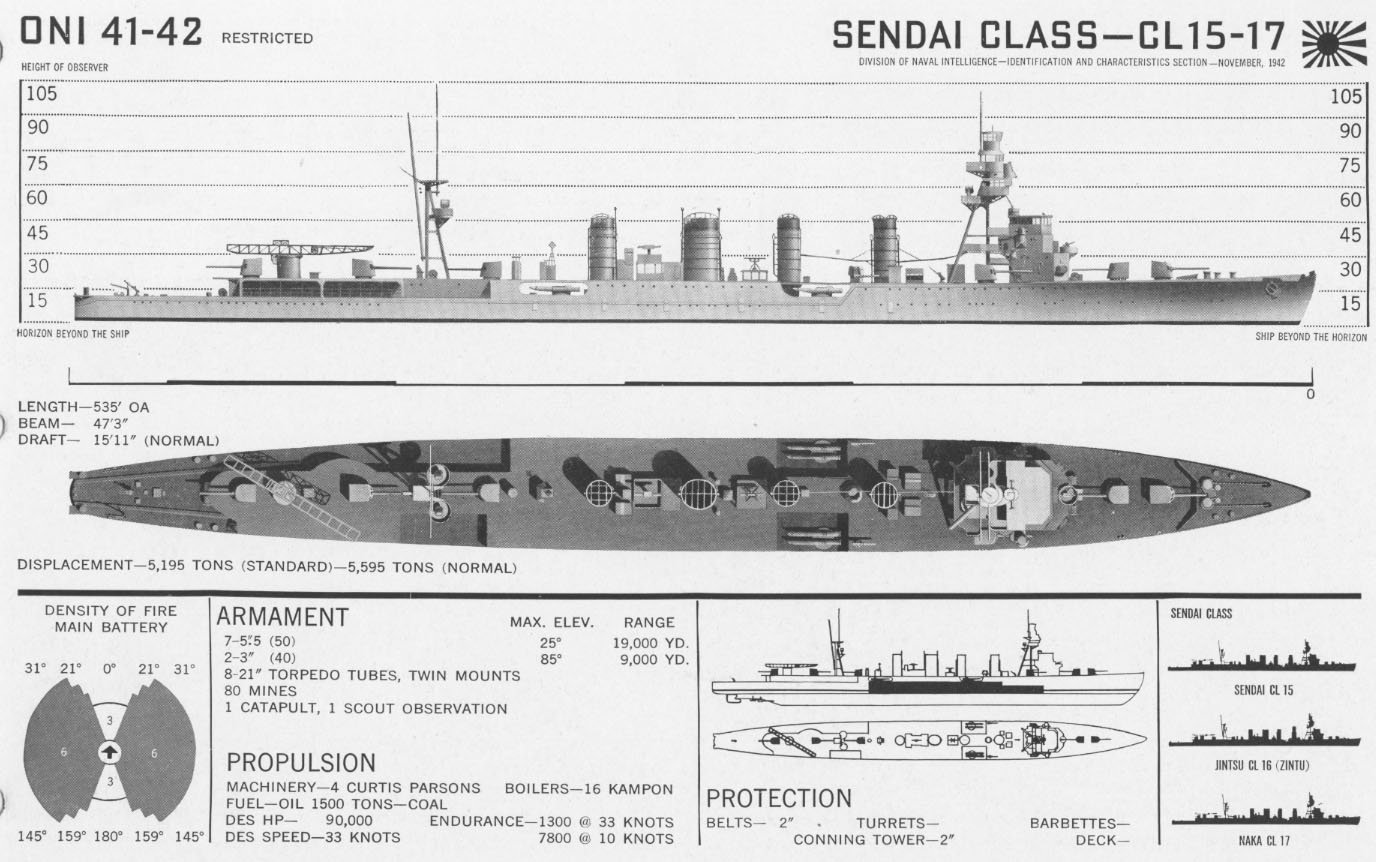
Seitenriss der Sendai.

Die beiden älteren 8-cm-Flugabwehrkanonen Typ 11 (das eigentliche Kaliber lag bei 7,62 cm) sowie die zwei leichten 7,7-mm-Fla-MG Typ 94, die sich seit 1924 an Bord befunden hatten, wurden beim Eintritt Japans in den Zweiten Weltkrieg ausgebaut. Bis 1943 kamen dafür nach und nach insgesamt zwei Typ 89 12,7-cm-Flugabwehrkanonen in Doppellafette, 44 leichtere 2,5-cm-Flak Typ 96 und sechs schwere 13,2-mm-Maschinengewehre Typ 93 an Bord. Ab Juni 1943 befand sich für die Flak ein Radar des Typs 2 21 Go für die Luftraumbeobachtung an Bord. Zudem wurde in dieser Zeit eines der 14-cm-Geschütze (Geschütz Nr. 5) von Bord gegeben. An dessen Stelle wurde eine 2,5-cm-Drillingslafette eingebaut.

## Einsatzzeit
Nach der Indienstnahme und dem Abschluss der Erprobungsfahrten wurde die Sendai ab 1925 zumeist in chinesischen Gewässern eingesetzt und patrouillierte dabei unter anderem auf dem Jangtsekiang und vor der Küste der Mandschurei, die 1931 von den Japanern erobert wurde. 1937, im Rahmen des beginnenden zweiten japanisch-chinesischen Krieges, unterstützte die Sendai die japanischen Heerestruppen bei der Eroberung von Shanghai. Später sicherte der Kreuzer noch japanische Landungen in Südchina, unter anderem nahe Beihai und auf der Leizhou-Halbinsel.

### Zweiter Weltkrieg

#### Kampf um Malaya
Nach dem Angriff auf Pearl Harbor und dem Eintritt Japans in den Zweiten Weltkrieg wurde die Sendai Flaggschiff der 3. Zerstörerflottille von Konteradmiral Hashimoto Shintarō und beteiligte sich im Dezember 1941 an der japanischen Invasion in Malaya. Dabei eskortierte die Sendai 16 Truppentransporter von der (japanisch kontrollierten) Insel Hainan nach Kota Bharu, wo die Heerestruppen in der Nacht des 7./8. Dezember 1941 anlandeten. Der Kreuzer und mehrere Zerstörer beschossen dabei etwa eine Stunde lang die Küstenverteidigung. Mitte Dezember 1941 deckte das Schiff zudem japanische Landungen bei Patani und Singora. Dabei hatte das Wasserflugzeug der Sendai am 19. Dezember Anteil an der Versenkung des holländischen U-Bootes O 20. Das U-Boot wurde vor Kota Bharu in den Mittagsstunden gesichtet, vom Bordflugzeug des Kreuzers mit Bomben unter Wasser gedrückt und schließlich von zwei Zerstörern versenkt. Sieben holländische U-Boot-Fahrer kamen dabei ums Leben, 32 Seeleute wurden von den Japanern gerettet.

#### Gefecht bei Endau
Mitte Januar 1942 überführte die Sendai, gemeinsam mit sechs Zerstörern und fünf Minensuchbooten, zwei Transporter von der japanisch kontrollierten Cam Ranh Bay (im heutigen Vietnam gelegen) nach Endau im Norden des malaiischen Bundesstaates Johor. In den Abendstunden des 26. Januar liefen aus Singapur der australische Zerstörer Vampire und der britische Zerstörer Thanet zu einem Vorstoß gegen die vor der Küste bei Endau liegenden japanischen Schiffe aus. In den frühen Morgenstunden des 27. Januar trafen beide Schiffe unvermittelt auf die Sendai und ihre Zerstörergruppe. In einem rund 90 Minuten dauernden verworrenen Nachtgefecht (Gefecht bei Endau) wurde die Thanet von der Artillerie der Sendai und des Zerstörers Shirayuki schwer getroffen und sank gegen 4.15 Uhr, wobei 20 Besatzungsmitglieder mit dem Schiff untergingen. 31 Überlebende wurden von den Japanern aufgenommen, weitere rund 65 Mann wurden später von einem britischen Schiff geborgen und nach Singapur gebracht. Von den 31 Gefangenen bei den Japanern überlebte niemand den Krieg. Es ist davon auszugehen, dass sie vermutlich in der Gefangenschaft an unbekanntem Ort starben. Der Zerstörer Vampire konnte den überlegenen Japanern entkommen und erreichte später wieder Singapur. Bei den Japanern wurden lediglich zwei Transportschiffe beschädigt. Die Sendai erlitt keine Treffer.

#### Invasion von Sumatra und Vorstoß in den Indischen Ozean
Im Anschluss operierte die Sendai, gemeinsam und in überlappendem Einsatz mit dem Leichten Kreuzer Yura und drei Zerstörern, gegen Sumatra. Dabei deckte der Kreuzer, gemeinsam mit vier Zerstörern und vier Minensuchbooten, ab dem 9. Februar 1942 den Anmarsch und die Landung japanischer Truppen bei Palembang und auf der Insel Bangka. Danach führte das Schiff Sicherungs- und Säuberungsmissionen im dortigen Seegebiet, vor allem in der Bangkastraße und in der Straße von Malakka, durch und suchte nach aus Singapur fliehenden alliierten Schiffen. Erfolge wurden aber keine verzeichnet. Im März 1942 sicherte die Sendai zudem die japanischen Landungen bei Sabang.

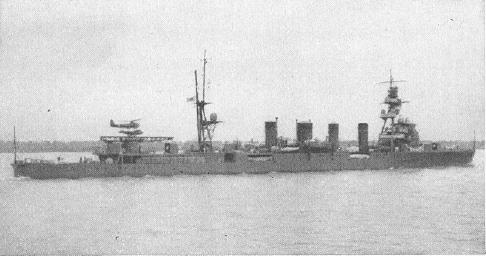
Heckansicht der Sendai. Gut erkennbar sind Katapult und Bordflugzeug.

Nachdem die Sendai Ende März 1942 die Eroberung der Andamanen unterstützt hatte, wobei der Kreuzer am 2. April nahe Port Blair nur knapp einem Angriff von drei amerikanischen B-17-Bombern entgangen war, wurde sie am 3. April in die anlaufende japanische Großoffensive im Indischen Ozean eingebunden und operierte westlich der Andamanen zusammen mit sieben Zerstörern als Fernsicherungsschiff.

#### Guadalcanal
Nach einer Grundüberholung in Sasebo und einer ereignislosen Teilnahme als Ferndeckungsschiff während der letztlich fehlgeschlagenen japanischen Offensive gegen Midway im Juni 1942, wurde die Sendai ab August 1942 gegen die US-Landung auf Guadalcanal eingesetzt. Dort waren am 7. August 1942 rund 19.000 US-Marinesoldaten gelandet, um die Insel den Japanern zu entreißen. Die hieraus entstehende Schlacht um Guadalcanal zählt zu den langwierigsten und für beide Seiten zu einer der verlustreichsten Schlachten des Pazifikkrieges. Die Sendai operierte von Rabaul und Bougainville aus und transportierte am 4./5. September erstmals Truppenverstärkungen nach Guadalcanal; diese nächtlichen Versorgungsfahrten, meistens von schnellen Kriegsschiffen ausgeführt, erhielten von den Amerikanern später den Spitznamen „Tokyo Express“. Am 12. September beschoss der Kreuzer erstmals die Insel und bombardierte Stellungen der US-Marines bei Bloody Ridge. Sechs Tage später beschoss die Sendai die Insel bei Lunga Point erneut.
Nach einer umfangreichen Transportmission im Oktober 1942, wobei über 1.500 Soldaten auf der Insel angelandet werden konnten, wurde die Sendai am 15. November 1942 in die Seeschlacht von Guadalcanal verwickelt. Gemeinsam mit dem Schlachtschiff Kirishima, den Schweren Kreuzern Atago und Takao, dem Leichten Kreuzer Nagara und acht Zerstörern traf die Sendai dabei auf eine US-Kampfgruppe (Task Force 64), die aus den beiden modernen Schlachtschiffen Washington und South Dakota und vier Zerstörern bestand. In einem erbitterten Nachtgefecht verloren die Japaner die Kirishima und einen Zerstörer, bei den Amerikanern sanken drei Zerstörer, ferner wurde die South Dakota erheblich beschädigt. Die Sendai kam gegen 0.16 Uhr kurzzeitig mit dem Schlachtschiff Washington ins Gefecht und wurde von mehreren 40,6-cm-Granaten nur knapp verfehlt. Im Gegenzug feuerte der Kreuzer ergebnislos eine Torpedosalve ab. Danach musste sich die Sendai vor dem überlegenen Gegner zurückziehen, nebelte sich ein und verließ das Kampffeld. Im Anschluss wurde der Kreuzer aus den Kämpfen um Guadalcanal herausgelöst und nach dem Truk-Atoll verlegt.

#### 1943: Einsätze im Südwestpazifik
In den nachfolgenden Monate, zwischen November 1942 und Juli 1943, operierte die Sendai relativ ereignislos zwischen Truk, Rabaul und den japanischen Heimathäfen. Während eines Werftaufenthaltes in Sasebo im Mai 1943 erhielt das Schiff zusätzliche Flugabwehrkanonen, zudem wurde ein Luftraumüberwachungsradar vom Typ 2 21 Go an Bord installiert. Am 20. Mai übernahm Kaigun-Taisa Shoji Kiichiro das Kommando über die Sendai, die danach erneut für etwa vier Monate zwischen Rabaul, Truk und den Shortland-Inseln als schneller Versorger eingesetzt wurde. Dabei entging der Kreuzer am 18. Juli 1943 vor Kolombangara nur knapp einem Angriff amerikanischer Grumman-TBF-Torpedobomber.

### Untergang derSendai
Nach dem am 1. November 1943 US-amerikanische Truppen auf Bougainville, nahe Kap Torokina, gelandet waren (Operation Shoestring II, Teil der Operation Cherryblossom), entschieden sich die Japaner sofort zu einem starken Gegenangriff. Unter dem Oberbefehl von Vizeadmiral Sentarō Ōmori liefen deswegen in den Abendstunden des 2. November aus Rabaul die Schweren Kreuzer Myōkō und Haguro, die Sendai, der Leichte Kreuzer Agano sowie zehn Zerstörer aus, um den US-Brückenkopf in der Kaiserin-Augusta-Bucht anzugreifen. An Bord der Sendai befand sich dabei auch der Kommandant der 3. Zerstörerflottille, Konteradmiral Ijūin Matsuji. Der Brückenkopf selbst wurde von einer US-Kampfgruppe (Task Force 39) mit den Leichten Kreuzern Montpelier, Cleveland, Columbia und Denver sowie acht Zerstörern unter dem Befehl von Konteradmiral Aaron S. Merrill verteidigt. Obwohl der US-Verband hinsichtlich der Feuerkraft leicht unterlegen war, hatte er den großen Vorteil, über Radar zu verfügen.
Am 3. November, kurz nach Mitternacht, gerieten beide Geschwader in Kontakt zueinander. Während jedoch die japanischen Schiffe fast blind in die Dunkelheit feuerten, geriet die Sendai gegen 0.50 Uhr unter konzentriertes und radargesteuertes Feuer aller vier US-Kreuzer. Bereits mit der ersten Salve erzielten die Amerikaner einen 15,2-cm-Treffer auf dem Schiff. Bis 1.20 Uhr wurde die Sendai, die selbst keine Treffer erzielen konnte, von rund 18 bis 20 Granaten, zumeist vom Kaliber 15,2 cm, getroffen und geriet in Brand. Als sich die Japaner gegen 1.30 Uhr vom Gegner zu lösen begannen und den Rückzug einleiteten, war die Sendai manövrierunfähig und blieb alsbald brennend hinter dem ablaufenden Verband zurück. Die Besatzung kämpfte verzweifelt, um das zerschossene Schiff über Wasser halten zu können. Bereits gegen 2.00 Uhr musste aber ein Teil der Besatzung von japanischen Zerstörern an Bord genommen werden, da keine großen Aussichten bestanden, die Sendai noch retten zu können. Nach rund drei Stunden, etwa gegen 4.30 Uhr, kenterte die Sendai schließlich und sank. Der Untergangsort liegt etwa 25 Seemeilen südwestlich von Kap Moltke.
185 Besatzungsmitglieder, darunter auch Kaigun-Taisa Shoji Kiichiro (der später posthum zum Konteradmiral ernannt wurde), gingen mit der Sendai unter. Etwa 230 Überlebende waren vor dem Sinken abgeborgen worden oder wurden später von japanischen Zerstörern aufgenommen. Am 3. November rettete zudem das japanische U-Boot RO 104 weitere 76 Überlebende der Crew, darunter auch Konteradmiral Ijuin. Die Sendai wurde am 5. Januar 1944 aus dem Flottenregister gestrichen.